# Björneborgs kyrka
För kyrkan i den finska staden Björneborg, se Centrala Björneborgs kyrka.

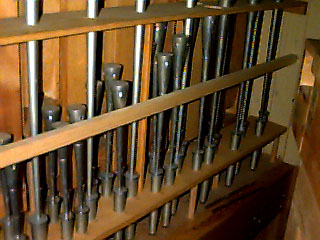
Oboestämman i Björneborgs kyrkorgel.

Björneborgs kyrka är en kyrkobyggnad i Björneborg i Karlstads stift. Kyrkan tillhör Visnums församling och ligger på en kulle alldeles vid infarten till samhället från Kristinehamn. Utanför kyrkan står en klockstapel.

## Kyrkobyggnaden
Kyrkan uppfördes i tegel och invigdes 27 maj 1956. Arkitekt var Cyrillus Johansson. Han hämtade idéer från bl.a. gotländska medeltidskyrkor. Koret avskiljs från övriga kyrkan med en valvöppningsförsedd vägg. I koret finns en stor väggmålning av Sven Rapp. Den visar Jesus bland "vanliga" människor i Björneborg. I södertaket finns ett fönster, vars vinkel är noga avpassad för att ge solljus över altarbordet och målningen under gudstjänsttid (mellan kl 11.00 och 12.00). Altaret är murat i tegel. Några trappsteg leder ner i själva kyrksalen, som rymmer c:a 150 personer på träbänkar. Längs sydväggen finns tolv fönster (där planer funnits att sätta in glasmålningar på de tolv apostlarna).

## Inventarier
Väster om korvalvet finns predikstolen i trä på norra sidan och en dopfunt i tegel på södra. Ovanför dopfunten svävar en duva - symbol för den Helige Ande. Altarkorset är tillverkat av Lars Holmström.

## Kyrkorgeln
- Längst i väster finns en liten körläktare med orgel på norrsidan (delvis under snedtaket). Orgeln är byggd 1956 av E. A. Setterquist & Son Eftr., Örebro. Den har pneumatisk traktur och registratur samt 13 stämmor fördelade på två manualer och pedal. Den har fria och fasta kombinationer, samt en tremulant. Oboe 4' och tremulanten insatta 1982 av orgelbyggare Gunnar Carlsson, Borlänge, övriga stämmor är från 1956.

| Huvudverk I   | Svällverk II      | Pedal      | Koppel   |
| Principal 8'´ | Gedackt 8´        | Subbas 16´ | I/P      |
| Rörflöjt 8'   | Gemshorn 4'       | Borduna 8' | II/P     |
| Octava 4'     | Nasard 2 2/3'     | Oboe 4'    | II/I     |
| Waldflöjt 2'  | Principal 2'      |            | I 4'/I   |
| Mixtur 3 chor | Sifflöjt 1'       |            | II 16'/I |
|               | Crescendosvällare |            |          |